# Hillaby
Hillaby – miasto na Barbadosie, w parafii Saint Andrew. Według danych z 2013 posiada ono 471 mieszkańców.